# Picana
La picana es un plato tradicional de la gastronomía boliviana, que suele servirse en Nochebuena.
Se origen se halla en el siglo XIX, época en que se preparaba bajo la denominación de asado en cuero, ya que se trataba de una cocción de carnes envueltas en cuero de ternera, la cocción de las carnes se llevaba a cabo durante cinco horas durante el tiempo el plato se fue transformando hasta convertirse en el caldo de varias carnes que mantiene vigencia durante el siglo XXI.

## Características
Posee un sabor dulce y salado; suele incluir choclo, pollo, carne de res, carne de cordero, pasas, vino, anís y pimienta blanca, que le proporciona el picante característico.

## Patrimonio cultural paceño
En 2012, junto a 21 platillos de consumo popular en La Paz, la picana navideña fue declarada Patrimonio Cultural de la ciudad de La Paz.